# Kreßberg
Kreßberg là một đô thị ở huyện Schwäbisch Hall trong bang Baden-Württemberg thuộc nước Đức.
Đô thị Kreßberg có 33 làng:
Waldtann, Marktlustenau, Mariäkappel, Leukershausen, Bergbronn, Bergertshofen, Wüstenau, Riegelbach, Rötsweiler, Stegenhof, Schwarzenhorb, Hohenberg, Selgenstadt, Vötschenhof, Oberstelzhausen, Unterstelzhausen, Tempelhof, Hohenkreßberg, Gaisbühl, Schönbronn, Bräunersberg, Halden, Vehlenberg, Ruppersbach, Asbach, Haselhof, Waidmannsberg, Mistlau, Neuhaus, Sixenhof, Rudolfsberg, Schönmühle, Rotmühle.